# خدمات حفاظت از منابع طبیعی
خدمات حفاظت از منابع طبیعی که قبلاً با نام خدمات حفاظت از خاک شناخته می‌شد. یکی از موسسات وزارت کشاورزی ایالات متحده آمریکا است که برای کشاورزان و مالکین و مدیران خصوصی دیگر اطلاعات فنی فراهم می‌کند. نام آن در سال ۱۹۹۴ در دوران ریاست جمهوری بیل کلینتون تغییر یافت تا منعکس کننده‌ی مأموریت گسترده‌اش باشد. این یک سازمان نسبتاً کوچک است و در حال حاضر حدود ۱۱٬۰۰۰ کارمند دارد. ماموریت آن بهبود، حفاظت و حفظ منابع طبیعی در زمین‌های خصوصی از طریق همکاری‌های مشارکتی با سازمان‌های ایالتی و محلی است. در حالی که تمرکز اولیهٔ آن روی زمین‌های کشاورزی است، کمک‌های زیادی را در زمینه نقشه‌برداری خاک، طبقه‌بندی و بهبود کیفیت آب انجام داده است. پروژه ارزیابی اثرات حفاظت نمونه‌ای بود، که برای ارزیابی مزایای تلاش‌های حفاظت کشاورزی تنظیم شد. این تلاش‌ها توسط برنامه «حفاظت از مزرعه و سرمایه‌گذاری روستایی در سال ۲۰۰۲» ترویج و حمایت می‌شد. خدمات حفاظت از منابع طبیعی مؤسسهٔ پیشرو در این پروژه است.

## تاریخچه
این مؤسسه عمدتاً از طریق تلاش‌های هیو هاموند بنت، یک پیشگام حفاظت خاک که از ۱۹۰۳تا ۱۹۵۲ در وزارت کشاورزی ایالات متحده آمریکا کار می‌کرد، تأسیس شد. انگیزه بنت بر اساس شناخت او از اثرات مضر فرسایش خاک و اثرات آن بر زمین‌های ایالات متحده بود، که منجر به گرد و غبار دههٔ ۱۹۳۰ شد. در ۱۳ سپتامبر ۱۹۳۳، خدمات فرسایش خاک، که بنت رئیس آن بود، در وزارت کشور تشکیل شد، این خدمات در تاریخ ۲۳ مارس ۱۹۳۵ به وزارت کشاورزی منتقل شد و در مدت کوتاهی پس از آن با سایر ادارات وزارت کشاورزی ایالات متحده آمریکا ادغام شد تا بوسیله قانون حفاظت از خاک و  تخصیص داخلی ۱۹۳۶ خدمات حفاظت خاک را تشکیل دهد.
بین سال‌های ۱۹۳۳ و ۱۹۴۲ سرویس حفاظت خاک مسئول ۵۰۰ سپاه مردمی حفاظت از محیط زیستبود. هدف اصلی این افراد کنترل فرسایش بود.
هیو بنت به عنوان رئیس به کار خود ادامه داد، او تا زمان بازنشستگی‌اش در سال ۱۹۵۲ در این پست باقی ماند. در ۲۰ اکتبر ۱۹۹۴ این مؤسسه به عنوان یکی از بخش‌های اصلاحات بیمه کشاورزی فدرال و بازسازی وزارت کشاورزی سال ۱۹۹۴ به خدمات حفاظت از منابع طبیعی تغییر نام یافت.

## برنامه و خدمات
NRCS برای کشاورزان و دامداران خدمات فنی و مالی ارائه می‌کند.کمک مالی توسط لایحه مزرعه ، قانونی که هر پنج سال یکبار تمدید می‌شود، مجاز است.لایحه مزرعه سال ۲۰۱۴ ۲۳ برنامه را به  ۱۵ برنامه کاهش داد.ان‌آرسی‌اس این خدمات را به صاحبان زمین‌های خصوصی، نواحی حفاظت شده، قبایل و انواع سازمان‌های دیگر ارائه می‌دهد.. ان‌آرسی‌اس NRCS  اطلاعات مربوط به خاک، آب، هوا و گیاهان کشور را هم جمع‌آوری کرده و به اشتراک می گذارد.

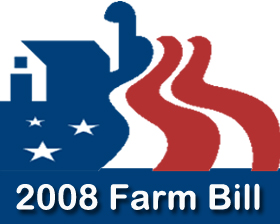
لگوی سال ۲۰۰۸ لایحه مزرعه (ایالات متحده)

### لایحه مزرعه
عنوان حفاظت لایحه مزرعه  تأمین مالی را برای تولیدکنندگان کشاورزی فراهم می‌کند و باید  شامل برنامه حفاظتی هم شود. همۀ این برنامه‌ها داوطلبانه هستند. برنامه‌های اصلی شامل موارد زیر است:

#### برنامه‌های مشوق کیفیت محيط زيست (EQIP)
هدف این برنامه‌ها(EQIP) این است که به زمین‌داران کمک کند تا خاک، آب و منابع طبیعی مرتبط خود:از جمله: چراگاه‌ها،تالاب‌ها و زیستگاه‌های حیات‌وحش بهبود بخشند.

#### برنامه‌های نگهداری حفاظت (CSP)
CSP تولیدکنندگانی را که سطح بالاتری از نظارت بر محیط زیست را حفظ می‌کنند هدف قرار می‌دهد.